# Nails (Dokumentarfilm)
Nails ist ein kanadischer Dokumentarfilm von Phillip Borsos aus dem Jahr 1979. 

## Inhalt
Der Film zeigt die Produktion von Nägeln. Dabei wird auf einen Erzähler verzichtet. Man sieht die Maschinen und hört deren Geräusche.

## Auszeichnung
1980 wurde der Film in der Kategorie „Bester Dokumentar-Kurzfilm“ für den Oscar nominiert.
Bei der Verleihung des Genie Award, dem kanadischen Gegenstück zum Oscar, wurde der Film in der Kategorie „Bester Kurzfilm“ ausgezeichnet. Nominiert war er zudem in den Dokumentarfilm-Kategorien „Beste Regie“, „Beste Kamera“, „Beste Musik“ und „Bester Schnitt“.